# Burlington (Waszyngton)
Burlington – miasto w Stanach Zjednoczonych, w stanie Waszyngton, w hrabstwie Skagit.